# Atletismo nos Jogos Pan-Americanos de 2003 - Lançamento de martelo feminino
A final do lançamento de martelo feminino nos Jogos Pan-Americanos de 2003 foi realizada em 5 de agosto de 2003.

## Calendário
| Data        | Fase  |
| ----------- | ----- |
| 5 de agosto | Final |

## Medalhistas
| Ouro   | CUB Yipsi Moreno     |
| Prata  | CUB Yunaika Crawford |
| Bronze | TRI Candice Scott    |

## Recordes
Recordes mundial e pan-americano antes da disputa dos Jogos Pan-Americanos de 2003.
| Tipo                             | Atleta          | Tempo   | Local     | Data                 |
| -------------------------------- | --------------- | ------- | --------- | -------------------- |
|                                  | Mihaela Melinte | 76,07 m | Rüdlingen | 29 de agosto de 1999 |
| Recorde dos Jogos Pan-Americanos | Dawn Ellerbe    | 65,36 m | Winnipeg  | 24 de julho de 1999  |

## Resultados
| Posição | Atleta               | Tentativas | Tentativas | Tentativas | Tentativas | Tentativas | Tentativas | Resultado |
| Posição | Atleta               | 1          | 2          | 3          | 4          | 5          | 6          | Resultado |
| ------- | -------------------- | ---------- | ---------- | ---------- | ---------- | ---------- | ---------- | --------- |
| 1       | CUB Yipsi Moreno     | X          | 73.75      | 73.05      | 74.25      | 73.89      | X          | 74,25 m   |
| 2       | CUB Yunaika Crawford | 63.57      | X          | X          | 65.07      | 69.57      | 67.99      | 69,57 m   |
| 3       | TRI Candice Scott    | X          | X          | 64.16      | X          | 69.06      | X          | 69,06 m   |
| 4       | USA Anna Mahon       | 63.83      | 67.00      | 64.80      | 64.37      | 66.28      | 67.09      | 67,09 m   |
| 5       | USA Dawn Ellerbe     | 63.23      | X          | 65.75      | X          | 60.81      | 64.28      | 65,75 m   |
| 6       | JAM Natalie Grant    | 57.44      | 57.28      | X          | X          | 59.13      | 59.99      | 59,99 m   |
| 7       | MEX Violeta Guzmán   | 57.99      | 58.31      | X          | 56.99      | X          | 57.44      | 58,31 m   |
| 8       | ESA Nancy Guillén    | 56.82      | X          | X          | X          | 56.30      | 57.30      | 57,30 m   |
|         |                      |            |            |            |            |            |            |           |
| 9       | CAN Jennifer Joyce   | 55.51      | X          | X          |            |            |            | 55,51 m   |
| 10      | CHI Odette Palma     | 53.51      | 54.14      | 52.46      |            |            |            | 54,14 m   |
| 11      | Mary Mercedes (DOM)  | 51.50      | 50.36      | X          |            |            |            | 51,50 m   |
| 12      | Anneris Méndez (DOM) | X          | 45.86      | 47.41      |            |            |            | 47,41 m   |
|         |                      |            |            |            |            |            |            |           |
| —       | JAM Kimberly Barrett | —          | —          | —          |            |            |            | DNS       |